# Orphans of the Storm
Orphans of the Storm is een Amerikaanse dramafilm uit 1921 onder regie van D.W. Griffith. De film werd destijds in Nederland uitgebracht onder de titel Twee weezen.

## Verhaal
Louise is een vondeling, die door het gezin Girard in huis wordt genomen. Zij en Henriette, de echte dochter van het gezin, zien elkaar als zussen. Wanneer Louise blind wordt, belooft Henriette dat ze voor haar zal zorgen. Ze raken van elkaar gescheiden, wanneer Henriette in opdracht van een edelman wordt ontvoerd in Parijs. Tijdens de uitbraak van de Franse Revolutie moeten de beide meisjes elkaar terugvinden.

## Rolverdeling
| Acteur             | Personage               |
| ------------------ | ----------------------- |
| Lillian Gish       | Henriette Girard        |
| Dorothy Gish       | Louise Girard           |
| Joseph Schildkraut | Ridder de Vaudrey       |
| Frank Losee        | Graaf de Linières       |
| Katherine Emmet    | Gravin de Linières      |
| Morgan Wallace     | Markies de Praille      |
| Lucille La Verne   | Moeder Frochard         |
| Sheldon Lewis      | Jacques Frochard        |
| Frank Puglia       | Pierre Frochard         |
| Creighton Hale     | Picard                  |
| Monte Blue         | Danton                  |
| Sidney Herbert     | Robespierre             |
| Lee Kohlmar        | Lodewijk XVI            |
| Marcia Harris      | Huisbazin van Henriette |
| Adolph Lestina     | Arts                    |